# Roderick Murchison
Sir Roderick Impey Murchison (Tarradale, 19 de fevereiro de 1792 — Londres, 22 de outubro de 1871) foi um geólogo escocês.
Foi o primeiro a descrever e investigar a era siluriana.

## Biografia
Nasceu em Ross and Cromarty, Escócia, filho de Kenneth Murchison (falecido em 1796). Estudou na Durham grammar school, e depois no colégio militar de Great Marlow, onde treinou para ser militar. Em 1808 desembarcou com Wellesley na Galícia, e esteve presente nas ações da Batalha de Roliça e Vimeiro. Subseqüentemente, sob ordens de Sir John Moore, participou na retirada de Corunha e da batalha final.
Depois de oito anos de serviço deixou o exercito, e casou-se com a filha do general Hugonin, de Nursted House, Hampshire. Passaram dois anos na Europa continental, particularmente na Itália. Fixaram então na Inglaterra em 1818, e Murchison manteve relações com Sir Humphry Davy, que o encorajou a canalizar sua energia para a ciência. Tornou-se fascinado pela jovem ciência da geologia. Juntou-se à Sociedade Geológica de Londres e logo mostrou-se um dos mais ativos membros. Entres seus colegas incluiam-se Adam Sedgwick, William Conybeare, William Buckland, William Fitton e Charles Lyell. Foi laureado com a medalha Wollaston, em 1864.
Explorando com sua mulher a geologia do sul da Inglaterra, devotou atenção especial para as rochas do noroeste de Sussex e redondezas de Hampshire e Surrey, quando, ajudado por Fitton, escreveu seu primeiro trabalho científico, apresentado à sociedade em 1825. Voltando sua atenção para a geologia continental, explorou com Lyell os vulcões de Auvergne, a parte sudoeste da França, o noroeste da Itália, Tirol e a Suíça. Um pouco depois, em companhia de Sedgwick, abordou o problema da estrutura geológica dos Alpes, o resultado foi um conjunto de seus trabalhos que deram origem a um dos clássicos a respeito da geologia dos Alpes.
Em 1831 foi ao litoral da Inglaterra e País de Gales, na tentativa de descobrir se as rochas greywacke que sustentam a Old Red Sandstone poderiam ser agrupadas em uma ordem de sucessão definitiva. O resultado foi a criação do período Siluriano, sobre o qual foram agrupadas pela primeira vez uma notável série de formações, cada uma repleta de resíduos orgânicos específicos e muito diferentes de outras rochas da Inglaterra. Estas pesquisas, junto com a descrição dos campos carboníferos e formações terrestres no Sul de Gales e na região costeira da Inglaterra, foram agrupados em "The Silurian System" (1839).
O estabelecimento do sistema Siluriano foi seguido pelo sistema Devoniano, uma investigação na qual Murchison acompanhou, no sudoeste da Inglaterra e em Rhineland. Então mais tarde Murchison preparou uma exploração geológica na Rússia, com o propósito de estender para aquela parte do continente a classificação que ele tinha empregado na catalogação de rochas antigas do oeste da Europa. Ele estava acompanhado por Edouard de Verneuil (1805 - 1873) e o Conde Alexander von Keyserling (1815 - 1891), em conjunto com qual ele produziu a trabalho na Rússia e nos Montes Urais. A publicação desta monografia em 1845 completou a primeira e mais ativa metade da carreira cientifica de Murchison.
Em 1846 tornou-se cavalheiro, e no mesmo ano presidiu o encontro da Associação Britânica para o Avanço da Ciência em Southampton. Durante os últimos anos da sua vida uma grande parte de seu tempo foi devotado a assuntos da Sociedade Geográfica Real, da qual foi um dos fundadores, a qual presidiu em 1843-1845, 1851-1853, 1856-1859 e 1862-1871.
A principal investigação geológica da ultima década de sua vida foi devotada às Highlands da Escócia, onde acreditava conseguir demonstrar que a vasta massa cristalina xisto, previamente suposto fazer parte daquilo que habitualmente se denominava ormações primitivas, não era tão antiga quanto o período Siluriano, as quais estavam disfarçando camadas inferiores de calcário e quartzito contendo fósseis do Siluriano antigo (Cambriano). Pesquisas posteriores, contudo, vieram a mostrar que estes estratos inferiores de rochas fósseis não estavam em seu lugar original, mas tinham sido movidas por um sistema gigantesco de deslocamento, pelo qual sucessivas massas de gneisses mais antigas, irrompem-se a superfície e obstruem formações mais recentes.
Em 1855 Murchison foi indicado como diretor-geral do Geological Survey of the United Kingdom e diretor da "Royal School of Mines e do Museum of Practical Geology" em Jermyn Street, Londres, em sucessão a Sir Henry De la Beche, que tinha sido o primeiro a controlar estes escritórios. A rotina oficial agora ocupava muito mais de seu tempo, mas ele encontrava oportunidades para pesquisar as Highland como citado antes, e também para preparar sucessivas edições de seu trabalho "Siluria" (1854, ed. 5, 1872), o que significava apresentar as principais característica do Sistema Siluriano original juntamente com um comentário de descobertas subseqüentes, particularmente daquelas que mostravam a aplicação da classificação Silurina em outros paises.

## Obras
- "Geology of Cheltenham" (1834)
- "The Silurian System" (1839)
- "On the Geological Structure of the Northern and Central Regions of Russia in Europe" (1841)
- "Geology of Russia in Europe and the Ural Mountains" (1845)